# Julia Franz Richter

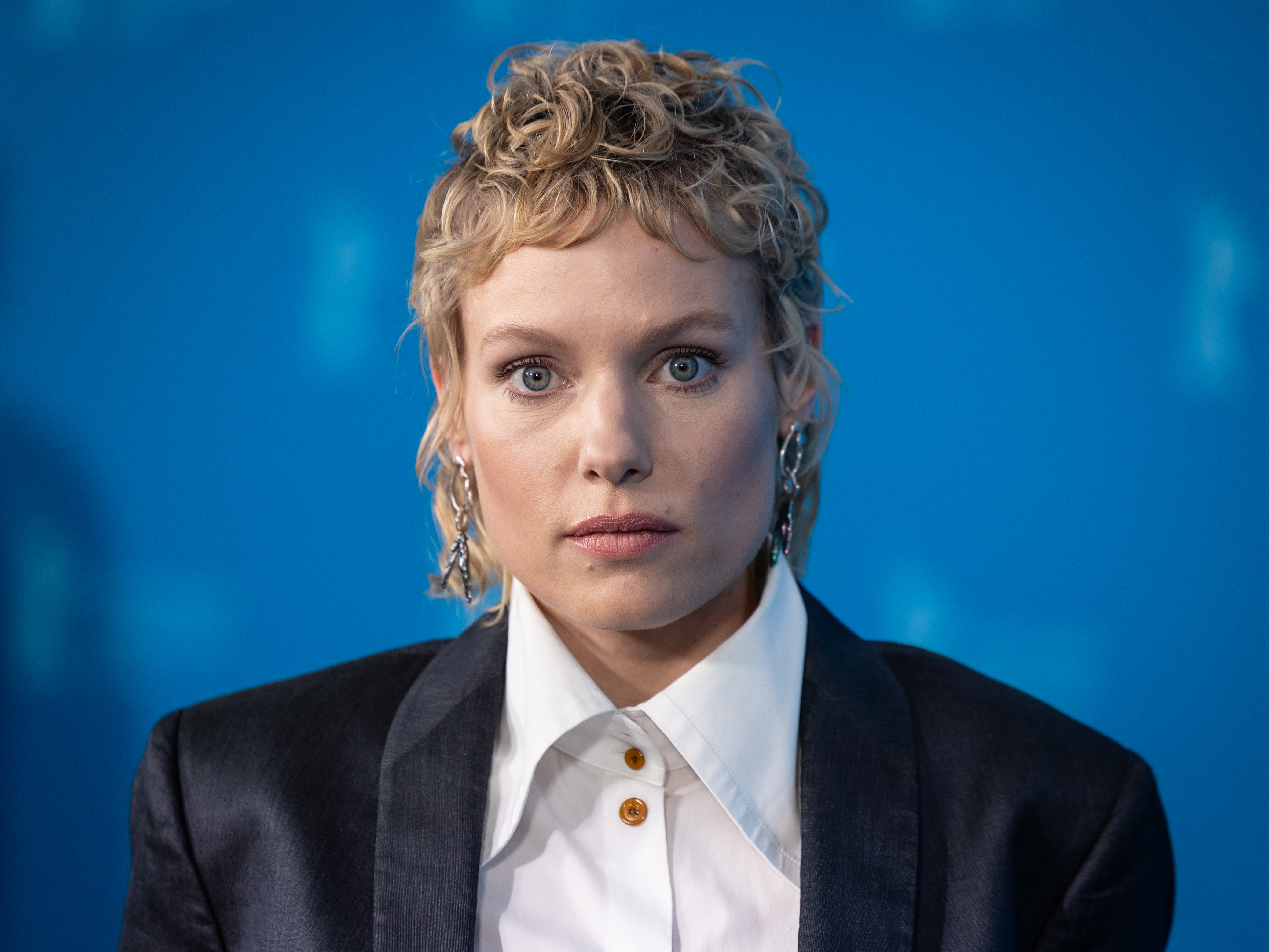
Julia Franz Richter (2025)

Julia Franz Richter (* 1991 in Wiener Neustadt) ist eine österreichische Schauspielerin.

## Leben
Julia Franz Richter studierte nach der Matura zunächst ein Jahr lang Literaturwissenschaften. Im Herbst 2012 begann sie ein Schauspielstudium an der Universität für Musik und darstellende Kunst Graz, das Studium schloss sie 2016 ab. Während des Studiums wirkte sie am Schauspielhaus Graz 2014/15 in Der Widerspenstigen Zähmung und 2015/16 in Johnny Breitwieser als Anna sowie in Kasimir und Karoline als Maria mit. 2016 stand sie bei den Sommerspielen Perchtoldsdorf unter der Regie von Michael Sturminger im Sommernachtstraum als Hermia auf der Bühne. Außerdem stand sie 2016 für Dreharbeiten des Filmes L’Animale von Katharina Mückstein vor der Kamera, in der Tatort-Folge Wehrlos verkörperte sie die Rolle der Polizeischülerin Katja Humbold. 
Ab der Saison 2016/17 war sie Ensemblemitglied am Münchner Volkstheater, wo sie seitdem unter anderem in Medea in der Titelrolle zu sehen war, an Verstehen Sie den Dschihadismus in acht Schritten! sowie der Uraufführung von Dogtown Munich mitwirkte und in der Rolle der Lenina Crowne in Schöne neue Welt von Aldous Huxley unter der Regie von Felix Hafner auf der Bühne stand.
Ab Mai 2017 drehte sie für das achtteilige Familiendrama Trakehnerblut, die zweite von ServusTV produzierte fiktionale Serie, wo sie die Hauptrolle der bei Adoptiveltern aufgewachsenen Alexandra Winkler verkörpert. Sie erbt darin überraschend ein Trakehner-Gestüt und ist mit ihren drei Halbgeschwistern Silvia (Patricia Aulitzky), Leander (Laurence Rupp) und Maximilian (Christoph Luser) konfrontiert. Im Rahmen der Romyverleihung 2018 wurde sie dafür in der Kategorie Bester Nachwuchs weiblich nominiert.
Ab der Spielzeit 2018/19 war sie Ensemblemitglied am Schauspielhaus Graz. Dort war sie in der Titelrolle der österreichischen Erstaufführung von Lulu – Eine Mörderballade (The Tiger Lillies nach Frank Wedekind) und in Fräulein Julie zu sehen, in der Spielzeit 2019/20 stand sie als Prof. Schuster in Heldenplatz und als Newton in Die Physiker auf der Bühne. Zudem wirkte sie in der Produktion Bist Du GAK oder STURM? mit. 
Für ihre Darstellung der Lena in Der Taucher (2019) von Günter Schwaiger an der Seite von Franziska Weisz als ihre Filmmutter wurde sie mit dem Schauspielpreis der Diagonale 2020 ausgezeichnet. Intendant Kay Voges holte sie ab der Saison 2020/21 in sein Ensemble ans Wiener Volkstheater. Im niederösterreichischen ORF-Landkrimi Vier (2021) übernahm sie an der Seite von Regina Fritsch die Rolle der Gemeindepolizistin Ulli Herzog. Im Science-Fiction- und Weltraumfilm Rubikon von Magdalena Lauritsch verkörperte sie die Hauptrolle der Soldatin Hannah Wagner.
Im 53-teiligen Podcast Kafkas letzte Tage (2024) der Österreichischen Franz-Kafka-Gesellschaft und der Österreichischen Gesellschaft für Literatur  mit Robert Stadlober als Franz Kafka sprach sie die Rolle der Dora Diamant.
Mit dem Musiker Clemens Wenger und dem Regisseur Felix Hafner gründete sie das interdisziplinäre Künstlerkollektiv FRANZ Pop Collective, das an Popmusik in verschiedenen Erzählformaten arbeitet. Deren Musik wurde beim Wiener Label LasVegas Records veröffentlicht.

## Filmografie (Auswahl)
- 2017: Tatort: Wehrlos (Fernsehreihe)
- 2017: Trakehnerblut (Fernsehserie)
- 2018: L’Animale (Kinofilm)
- 2019: Unter Verdacht – Evas letzter Gang (Fernsehreihe)
- 2019: Der Taucher (Kinofilm)
- 2019: Blind ermittelt – Blutsbande (Fernsehreihe; Alternativtitel: Die verlorenen Seelen von Wien)
- 2020: Die Toten vom Bodensee – Fluch aus der Tiefe (Fernsehreihe)
- 2020: Undine (Kinofilm)
- 2021: Landkrimi – Vier (Fernsehreihe)
- 2022: Rubikon (Kinofilm)
- 2022: Mermaids Don’t Cry (Kinofilm)
- 2023: Ein ganzes Leben (Kinofilm)
- 2023: Bosnischer Topf (Bosanski Lonac, Kinofilm)
- 2024: Die Schattenjäger (Les Fantômes)
- 2024: Pfau – Bin ich echt?
- 2025: Welcome Home Baby

## Auszeichnungen und Nominierungen
- Romyverleihung 2018 – Nominierung in der Kategorie Bester Nachwuchs weiblich für Trakehnerblut[7]
- Diagonale 2018 – Schauspielpreis für das gesamte Ensemble von L’Animale[18]
- Diagonale 2020 – Auszeichnung mit dem Schauspielpreis für Der Taucher[10]
- Österreichischer Filmpreis 2021 – Nominierung in der Kategorie Beste weibliche Darstellerin für Der Taucher[19][20]
- Österreichischer Filmpreis 2022 – Nominierung in der Kategorie Beste weibliche Darstellerin für 1 Verabredung im Herbst[21]
- Nestroy-Theaterpreis 2022 – Nominierung in der Kategorie Beste Schauspielerin für Karoline und Kasimir – Noli me tangere am Volkstheater[22]
- Österreichischer Filmpreis 2023 – Nominierung in der Kategorie Beste weibliche Darstellerin für Rubikon[23]
- Outstanding Artist Award für Darstellende Kunst 2024[24]